# وسترلند
وسترلند (به هلندی: Westerland) یک منطقهٔ مسکونی در هلند است که در هولاندس کرون واقع شده‌است. وسترلند ۷۳۰ نفر جمعیت دارد.